# Přívěs

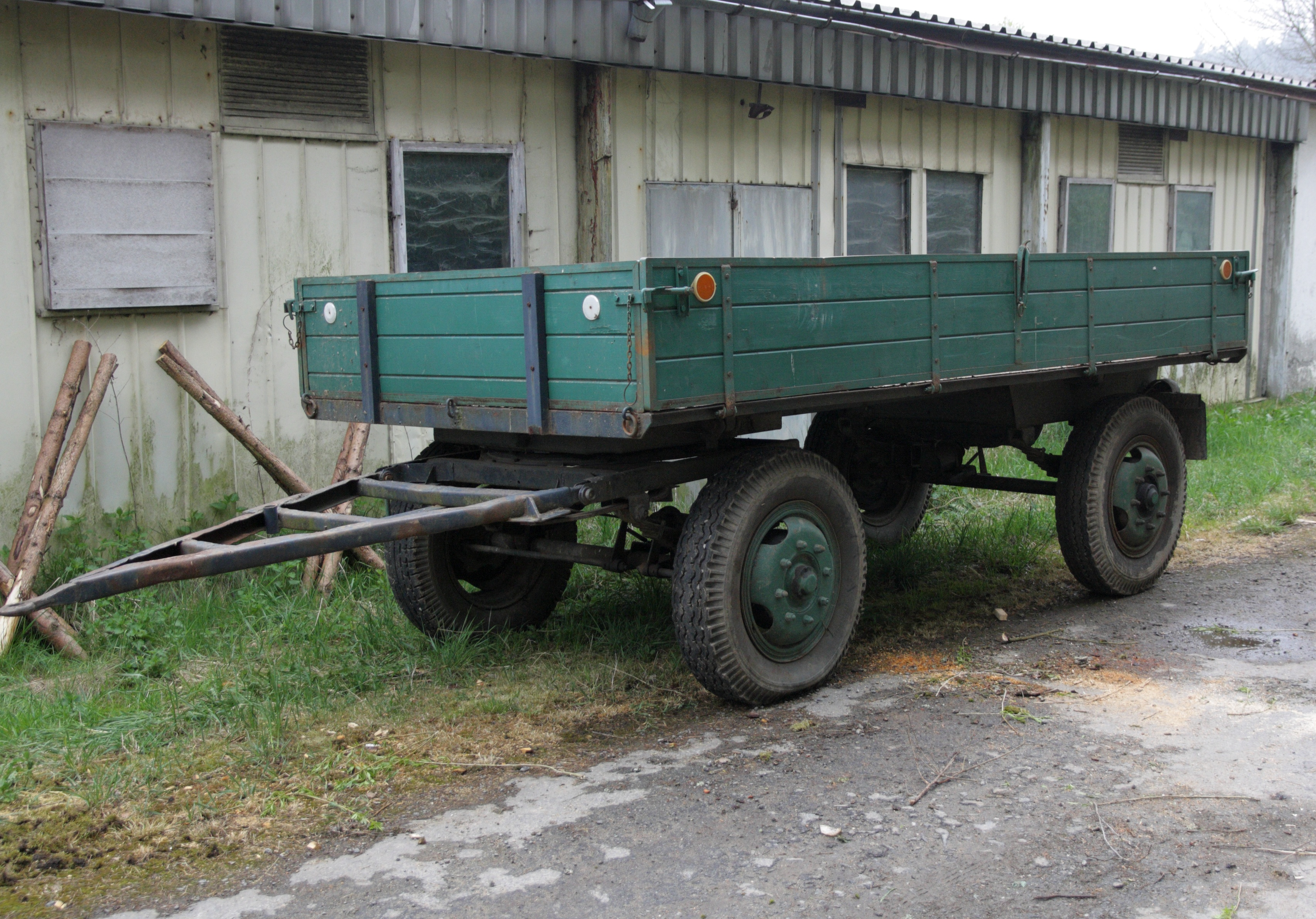
Přívěs k zemědělskému traktoru

Přívěs je nemotorové přípojné vozidlo, které je poháněno tažením jiným, zpravidla motorovým vozidlem (osobním automobilem, přívěsovým tahačem či traktorem). Na rozdíl od návěsu se na tažné vozidlo přenáší jen malá část tíhy přívěsu. Z motorového vozidla, které táhne přívěs v běžném silničním provozu, obvykle bývá technickými prostředky zajištěno správné brzdění taženého vozidla během jízdy a dále elektrická signalizace, tedy ovládání (či elektrické napájení) brzdových, obrysových a odbočovacích světel umístěných na přívěsu. U autobusových a obytných přívěsů se může jednat též o elektrické osvětlení (popř. vytápění) uvnitř taženého vozidla.

## Druhy přívěsů
Existují různé druhy přívěsů podle účelu a použití.

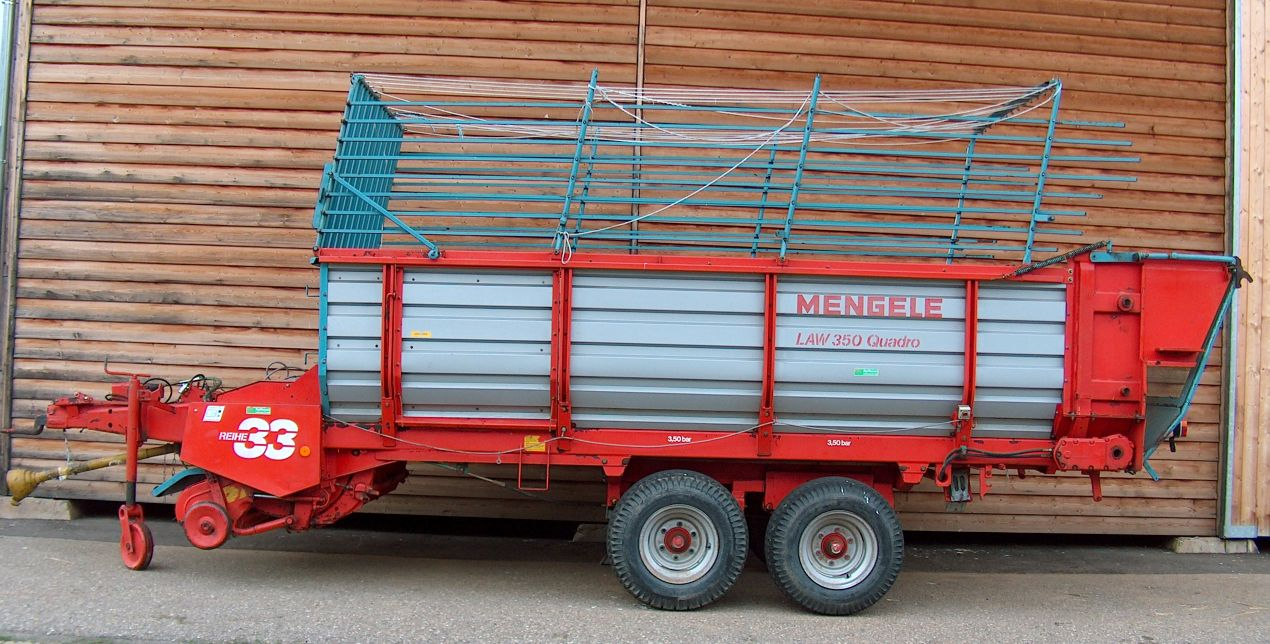
Traktorový (nákladní) přívěs

### Nákladní přívěs
Přívěs určený k dopravě nákladu, řešení úložného prostoru může být stejné jako u nákladního automobilu.
- traktorový přívěs (obvykle tažený traktorem – kupř. v zemědělství, lesnictví, vodohospodářství)
- automobilový přívěs (obvykle tažený nákladním automobilem či nákladním tahačem)
- cyklopřívěs (tažený jízdním kolem)
- nákladní vozík – pro přepravu různorodých nákladů menších rozměrů a hmotnosti, obvykle jednonápravový
- speciální přepravník
  - pro přepravu velkých zvířat (většinou koní)
  - pro přepravu motorových vozidel
    - motocyklů a motokár (většinou závodní stroje pro motokros, plochou dráhu apod.)
    - automobilů (většinou automobilů závodních, kupř. pro autokros)

  - pro přepravu letadel, povětšinou ultralehkých
    - letadla bezmotorová (kupř. rogalo)
    - letadla motorová

  - pro přepravu malých plavidel
    - sportovní lodě bezmotorové (např. kajaky, kanoe, pramice, rafty, veslice)
    - sportovní lodě motorové (kupř. vodní skútry, jachty, vodní kluzáky)

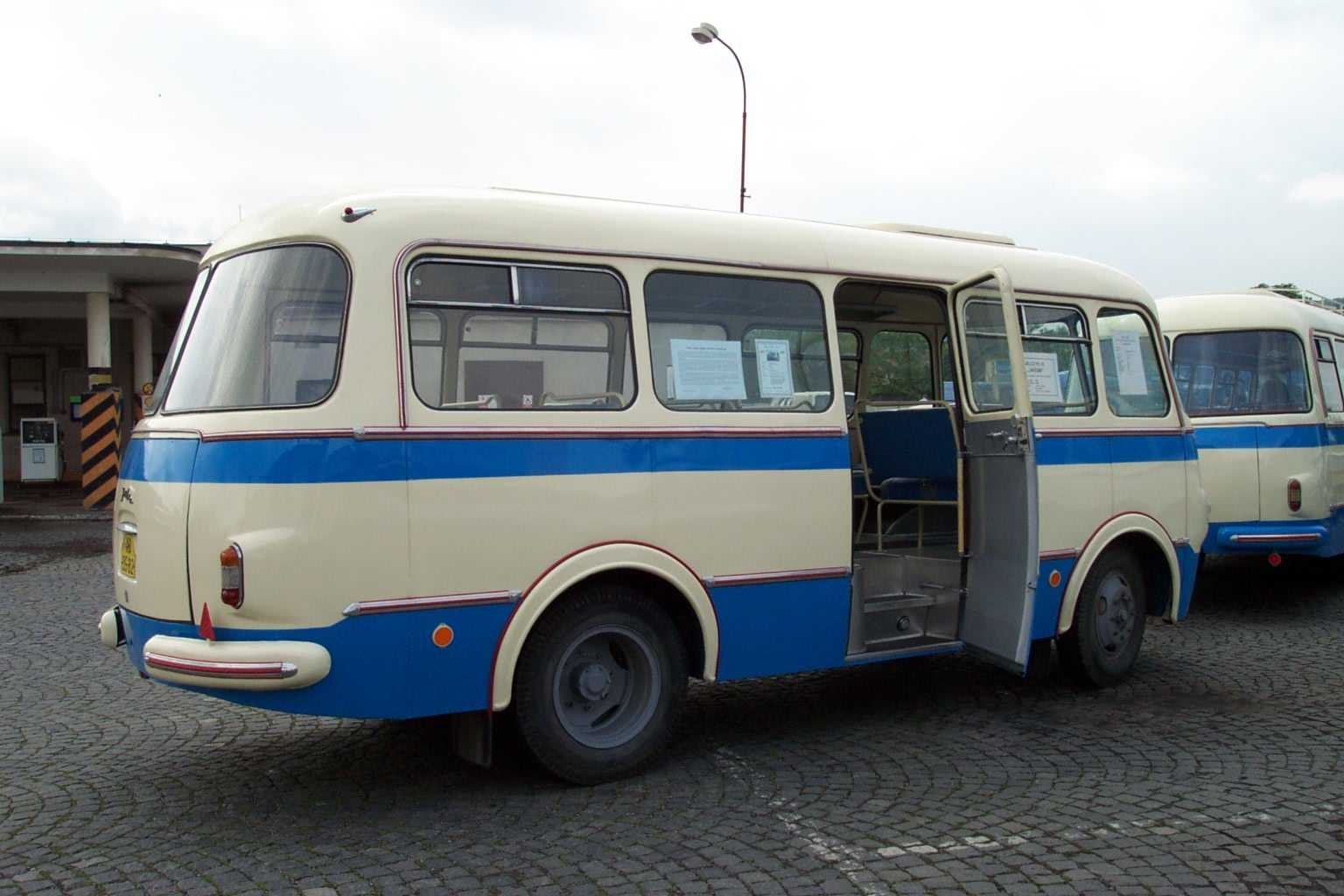
Autobusový přívěs Jelcz P-01E

### Přívěs pro přepravu osob
Autobusový přívěs, přesněji přívěs (vlek) určený pro dopravu osob a jejich zavazadel a tažený autobusem (lidově nazývaný vlečňák), může být v provedení meziměstském nebo dálkovém. Přívěsy pro přepravu osob však jsou legislativou České republiky zakázány. Nejblíže se s ním lze setkat v Rakousku, kde byl po mnohaletém zákazu znovu povolen.

### Speciální přívěs
Je speciálně vybavený, a to např. jako požární, s elektrickým agregátem, mobilním kompresorem, vysouvacím žebříkem, dětským kolotočem apod., často se tedy jedná o přívěs převážející jiné další stroje užívané v zemědělství, lesnictví, vodohospodářství, komunální údržbě zeleně, v cirkusech a lunaparcích, k požární ochraně či ve stavebnictví.

### Obytný přívěs
Obytný přívěs neboli karavan je jednoúčelový přívěs určený a vybavený pro přechodné mobilní ubytování osob. Může být jednonápravový, dvounápravový i větší.
Zvláštním typem obytného přívěsu je maringotka – vozidlo užívané začasté v cirkusech či v lunaparcích, dále též v zemědělství, lesnictví, stavebnictví, terénní geodézii apod.
V karavanu i maringotce je v České republice přeprava osob zakázána.

### Potahové vozidlo
Za speciální přívěsy lze považovat i vozidla původně určená k tažení zvířaty. Jedná se o různé typy osobních vozů (kočárů), nákladních vozů (žebřiňák) atd. Potahová vozidla jsou však v zemích s rozvinutým motorismem na ústupu.

### Pro přepravu zvířat
Je speciálně upravený přívěs pro přepravu zvířat. Většinou se ve vleku přepravují koně na závody.
Tyto vleky jsou pro 1-3 koně. K většímu počtu koní na přepravu se používají upravené kamiony (pro 2-10 koní) a autobusy, některé i s obytným prostorem.